# Ivo Lorscheiter
José Ivo Lorscheiter, né à São José do Hortêncio le 7 décembre 1927 et mort à Santa Maria le 5 mars 2007, était président de la Conférence épiscopale brésilienne. Il était connu pour ses critiques envers la dictature militaire.

## Biographie
Ivo Lorscheiter grandit dans une famille modeste de la colonie allemande du Rio Grande do Sul. Il fait ensuite des études dans plusieurs institutions catholiques, notamment à Rome. Nommé évêque auxiliaire de Porto Alegre et évêque titulaire de Tamada (de), il le reste pendant huit ans avant de devenir évêque de Santa Maria en 1974.
Il présida la Conférence épiscopale brésilienne durant la période la plus dure du régime militaire brésilien, entre 1965 et le milieu des années 1970. Pendant cette période, de nombreux prêtres et évêques de l'Église brésilienne se prononcent en faveur de la Théologie de la libération, et l'évêque de Santa Maria est connu pour avoir soutenu alors le théologien Leonardo Boff, l'accompagnant notamment à Rome lors de sa convocation par le cardinal Ratzinger.
À la suite d'une opération à l'estomac, Ivo Lorscheiter meurt à l'âge de 79 ans.